# Iwan Radoew
Iwan Radoew, bułg. Иван Радоев (ur. 30 marca 1927 w Pordim, zm. 10 lipca 1994 w Sofii) – bułgarski poeta, dramaturg i tłumacz.
Początkowo pisał wiersze tworzone według wzorców socrealistycznych, m.in. w 1952 napisał poemat Izrastwat chora, po 1956 zwrócił się ku tematyce egzystencjalnej, filozoficznej i etycznej. W 1958 wydał tom Stichotworenija, a w 1975 Edin bjał list. Jest również autorem dramatów lirycznych Swetyt e małyk (wyst. 1958) i komedii satyrycznych (Czowekojadkata - wyst. 1978, i Kyłbowidna myłnija - wyst. 1985). Poza tym tłumaczył poezję rosyjską i rumuńską.